# Serra de Cabells
La Serra de Cabells és una serra situada al municipi de Tivissa a la comarca de la Ribera d'Ebre, amb una elevació màxima de 431 metres.